# Milites Templi
Milites Templi (expression latine signifiant « Soldats du Temple ») est une bulle papale écrite par le pape Célestin II le 9 janvier 1144, qui commande au clergé de protéger et soutenir les Chevaliers du Temple mais aussi aux fidèles de contribuer à leur cause, notamment dans ce dernier cas en accordant des indulgences aux bienfaiteurs de l'ordre.

Cette bulle papale leur permet également de célébrer l'office divin dans les régions soumises à l'interdit quand les collecteurs étaient présents.
La bulle Milites Templi constitue avec Omne datum optimum et Militia Dei la base de la formation de l'Ordre et de son succès.